# San Severo al Pendino (Nápoly)
A San Severo al Pendino templom Nápoly történelmi központjában.

## Története
A templomot és a hozzá tartozó ispotályt 1448-ban alapította Pietro Caracciolo, a szomszédos San Giorgio Maggiore apátja. Neve eredetileg Santa Maria a Selice volt. 1550-ben a domonkosok szerezték meg, akik 1587-ben a szomszédos Palazzo Comót is megszerezték és kolostorukká alakították át. A templomot 1599 és 1620 között lebontották és Giovan Giacomo Di Conforto tervei alapján újat építettek kései manierista stílusban. A 18. században barokkosították. Miután a szerzetesrendeket felszámolták a francia uralom alatt álló királyságban, 1818-ban az épületbe az Állami Levéltár költözött be, majd miután a szerzetesek visszatértek, 1845-ben Filippo Botta felújította. 1863-ban zárta be kapuit és azt követően öregotthonként üzemelt tovább. Az utcán (Via Duomo) végzett munkálatok során elveszítette barokk homlokzatát és első két kápolnáját. Ekkor épült meg új, jelenleg is látható neoreneszánsz homlokzata. A második világháborúban óvóhelyként üzemelt. Az 1980-as hirpiniai földrengés súlyosan megrongálta. Az 1990-es évek végén nyitották meg újra, mint konferencia- és kiállítóközpontot.